# 火山灰

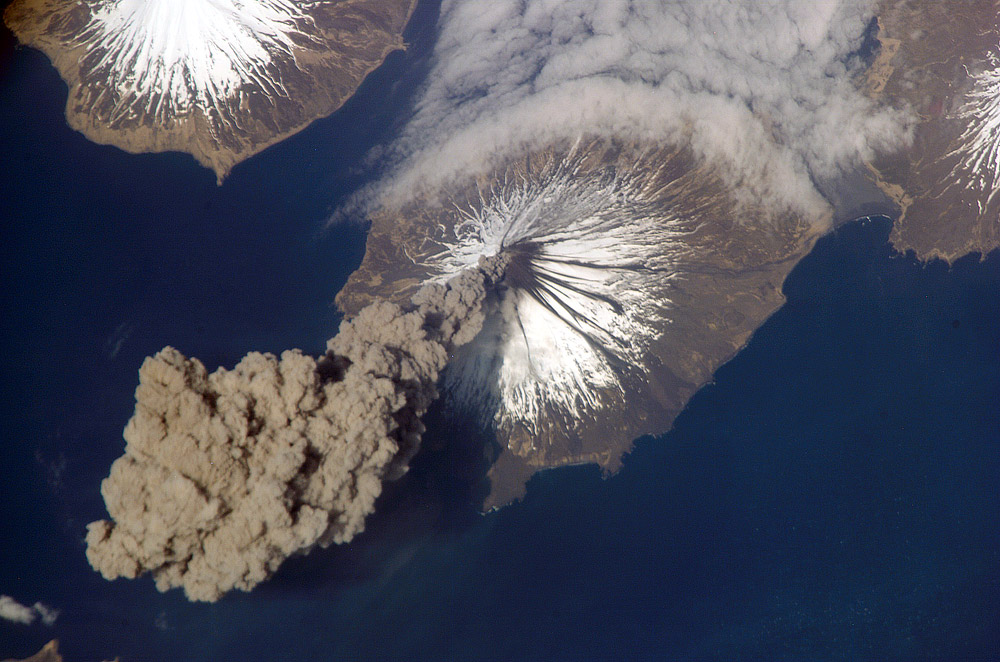
クリーブランド山の火山灰の雲（2006年5月23日、国際宇宙ステーションから撮影）

火山灰（かざんばい、英: volcanic ash）とは、火山の噴出物（火山砕屑物）の一つで、主にマグマが発泡してできる細かい破片のこと。木や紙などを燃やしてできる灰とは成分も性質も異なる。
細かく軽いため地球の大気中に舞い上がって遠方にも降り（後述）、一部は成層圏まで達して気候にも影響を与える。

## 地質学上の火山灰
火山から噴出されたもののうち、直径2ミリメートル以下の大きさのものを火山灰という。粒子の大きい順に「火山砂（かざんさ）」から「火山シルト」「火山粘土」へと呼び分けられることもある。物質としては火山ガラス、鉱物結晶、古い岩石の破片などがある。
火山ガラス
火山が噴火する時にマグマが地下深部から上昇してくると圧力が下がるため、マグマに溶解していた水などの揮発性の成分が火山ガスと呼ばれる気体となって、マグマは発泡する。これにより、残っていた液体のマグマが粉砕され微粒子となる。これが空気中に噴出されると、結晶になる暇もなく急冷されてガラスとなる。このガラスの成分は元のマグマの成分によって異なる。
鉱物結晶
マグマが地下深部から上昇してくるまでに、マグマの中で既にいくらか鉱物の結晶ができていることが多い。マグマが上昇して発泡する時に結晶自体が粉砕されることは少なく、1個ずつ分離された状態で噴出される。
古い岩石の破片
噴火が始まる時は火口を塞いでいた土砂等が吹き飛ばされる。また爆発的な噴火（水蒸気爆発など）の場合、火口上だけでなく周辺の山体を形成する岩石も破砕され、噴火の際共に放出される。そうして放出された岩体の内、細かいものについては火山灰に含まれる。
火山灰が堆積して固まった岩石（堆積岩）を凝灰岩という。
巨大な噴火によって大量の火山灰が空高く噴出すると、その火山灰は広範囲に同時かつ均一に堆積する（広域テフラ）。そのため地層が形成された年代を特定する際の鍵層として利用される。たとえば日本列島においては約6000年前まで、噴出した火山灰が日本全土を覆うような大規模な噴火が度々発生しており、遺跡の発掘調査や活断層の活動時期の推定において重要な目安となっている。また、南極大陸などの氷床の中にも火山灰の層が薄く含まれており、氷床コアを利用した研究を行う際に、氷の形成年代決定の重要な役割を担っている。

### 火山豆石

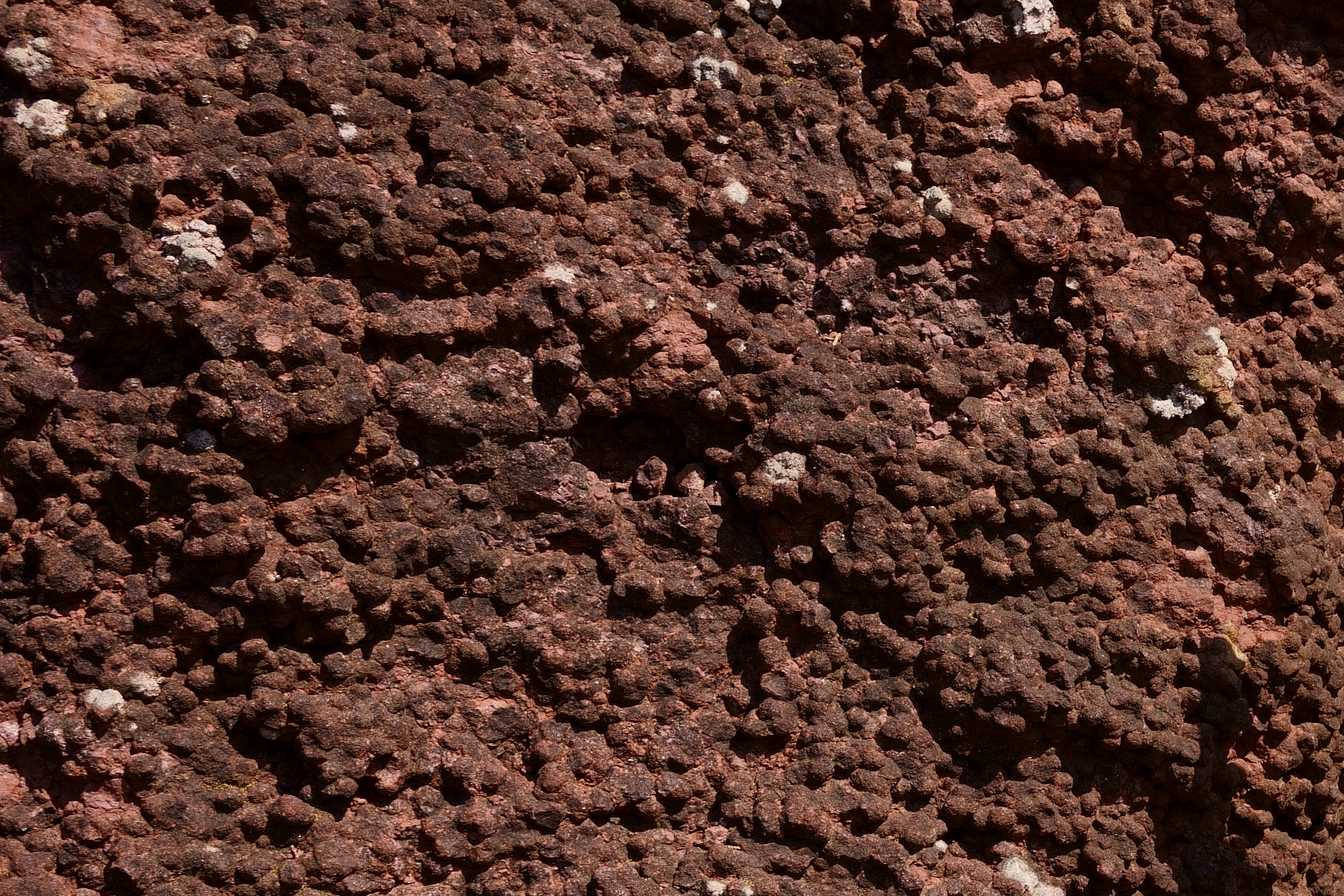
新潟県佐渡市の佐渡博物館入口に展示されている火山豆石。佐渡島内では「ぶどう石」とも呼ばれている。

主に火山ガラスからなる火山灰の噴出途中や降下途中で水が混ざると、火山ガラスの粒子どうしが凝集して直径1 - 2センチメートル程度の豆状になることがある。これを火山豆石（かざんまめいし、英: accretionary lapilli）という。火口湖などの水中で噴火が起こった場合や、噴火中に雨が降っていた場合に見られる。最近では、雲仙平成新山を形成した噴火の際、雨の日に火山豆石が降った記録がある。

### 特徴的な火山灰層を形成した火山活動
- 姶良カルデラ（約3万年前） - 姶良Tn（シラス台地を形成した入戸火砕流と同じ噴火によると推定されている）
- 鬼界カルデラ（約7300年前） - 鬼界アカホヤ火山灰

## 自然界の降灰
自然界では火山灰は雨と風によって移動し、陸上では植物によって土壌に固定される。過去の巨大噴火では、大気圏上層に達した火山灰が日光を弱め、地球規模で気候の寒冷化をもたらしたと推測されている。大規模な降灰になると火山灰の土壌への固定のプロセスも非常にゆっくりで、火山灰の浮遊は数か月から数年に及ぶこともあるため居住地域では人の手で火山灰の除去が行われる。

## 火山灰と人間

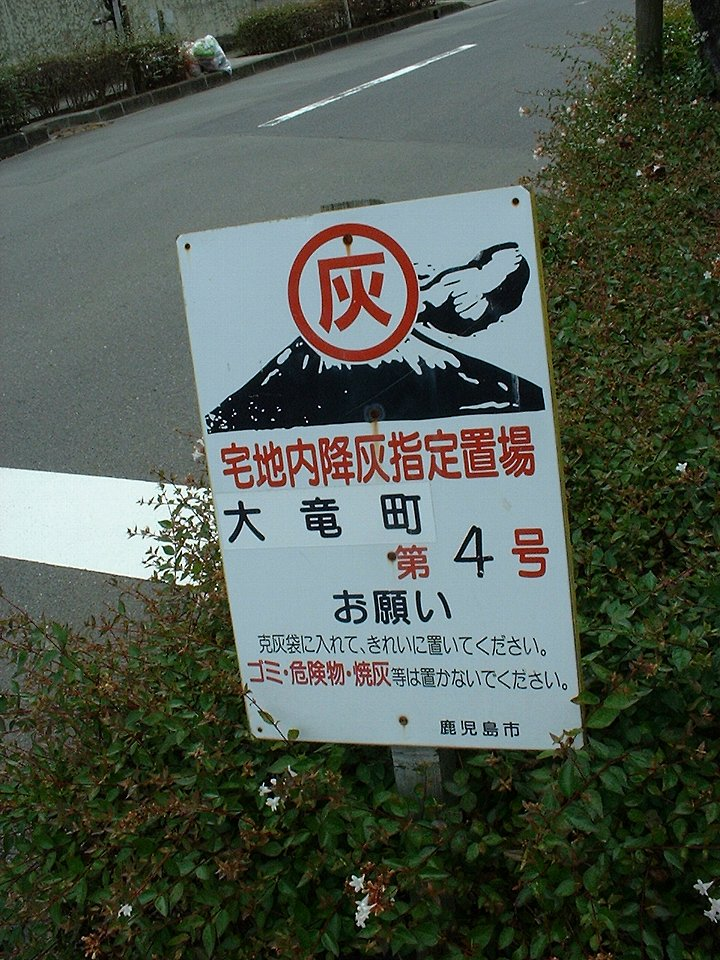
鹿児島市内の火山灰集積所

人間の生活圏に降る火山灰は、人間にとって困りものである。日常生活にも大きく影響し、火山灰が多く降り注ぐ日は視界も悪く洗濯物も外には干せない。多量に降ると農作物に被害が出る場合もある。ひどい場合は家が埋まってしまう場合もある。

### 悪影響

#### 人体
火山噴火による火山弾や火砕流の到達圏外であっても、火山灰だけでも健康被害が発生し得る。
火山灰を吸入してしまうと呼吸器に影響を与え、慢性気管支炎、肺気腫、喘息を悪化させるおそれがある 。火山灰は眼球を傷つけるおそれもあり、コンタクトレンズを着用している場合は角膜剥離を引き起こすおそれもある。清掃時にはゴーグルや防塵マスクの着用が望ましい。

#### インフラストラクチャー
火山灰の飛散や堆積は人間生活や経済活動に大きな支障をもたらす。量が多ければ農業生産ができなくなったり、建物が倒壊したり、自動車や鉄道、航空機が運行できなくなったりする。土壌や凝灰岩として安定する前の火山灰は、山などの斜面や川岸・川底に積もった後に大雨が降るなどすると、土石流や河川・水路の氾濫を引き起こすこともある。
上下水道では、給水施設に大量の火山灰が混じっていると水道水が濁り、食器洗い機や洗濯機などに影響を及ぼす。火山灰の清掃のため水道使用量が大きくなると公共給水施設の水が少なくなり水不足になることもある。また下水設備では火山灰が雨樋や排水溝を詰まらせることがある。火山灰を排水口に流して処理しようとするのは、下水道を詰まらせるため禁物である。下水処理施設に影響を与えることもある。
屋根に降り積もった火山灰は水を含むと荷重が大きくなるため建物を押しつぶすおそれがある。火山灰で滑りやすくなるため屋根の清掃中に転落する事故も発生している。
火山灰は通常のほこりとは違い結晶質の構造であり、掃除のとき床、ガラス製品、陶磁器、木製家具、電化製品などの表面を傷つけることがある。
降灰の多い地域では取り除いた火山灰が通常のごみと分別されていないと、ごみ収集車が故障し、ごみ処理場のスペースがすぐに埋め尽くされてしまうため、ほとんどの場合に区別して指定されている。
電気関係
飛散した火山灰はテレビ、コンピュータ、カメラなどの機器に入り込み故障を引き起こす。火山灰は雨水に濡れると導電性を持つため、電力や情報通信に依存する現代文明は、近代以前の火山灰災害になかった被害を受ける可能性が高い。
高電圧電線を絶縁するがいしなどに積もった火山灰によってフラッシュオーバーと呼ばれる漏電が起きる。また、火山灰によって垂れた枝が電線と接触して火災や断線が起きる。水車や水力発電所では、水が懸濁してタービンなどに摩耗が発生する。

#### 交通機関と火山灰
地上に積もった火山灰は自動車や鉄道など陸上交通機関に支障を及ぼす。山梨県富士山科学研究所などの実験結果によると、火山灰が12センチメートル積もると二輪駆動車は動けなくなり交通渋滞を引き起こすため、避難は徒歩による必要がある。
火山灰が空気中を舞っている状況では、エンジンの吸気口に防塵フィルターを付けた軍用ヘリコプターなど、対策を行っている航空機を除いて運行できない。エンジンに吸い込まれた極細粒の火山灰は、内部の熱で融解して付着し、部品を腐食あるいは破損させるためである。また高速で移動する飛行機に火山灰が衝突すると、操縦席の窓ガラスを目の荒いヤスリで擦った様に傷つけることになり、視界が悪くなるおそれもある。
火山灰が航空機に影響を及ぼした事例としては、1982年にジャワ島のガルングン山の近くを飛行中の旅客機が、火山灰の雲に入り、4基のジェットエンジン全てが一時的に停止するトラブルに見舞われた事例（ブリティッシュ・エアウェイズ9便エンジン故障事故）がある。この事故は高度3万7000フィート（約1万1300メートル）で起こったものである。1万メートル以上に到達する噴煙は2、3年おきにあり、2000年前ではあるが推定高度51キロメートルという噴煙の事例もあり、高高度だからといって安全だとは限らない。
2010年、アイスランドにあるエイヤフィヤトラヨークトルの噴火によって発生した、史上初の航空路の大混乱の結果として、「空気中1立方メートルあたり2ミリメートル未満の火山灰」という飛行可能基準がCAA（イギリス民間航空局）によって制定された。それまでは火山灰があれば完全飛行禁止であった。ただし、飛行許可を得るには、事前に地上からのLIDAR（レーザー光レーダー）による計測を行う必要がある。

### 資源としての利用
古代ローマ時代、建材として使われていたローマン・コンクリートには、火山灰が使用されていたと言われるが、その方法は現代に伝わっていない。しかしながら、現在、コンクリートの骨材として火山灰を利用する方式が考案され、実用化に向けて研究が進められている。最近では、住宅用建材としてシラス壁といわれる壁材が火山灰を主原料としてつくられている。
日本においては火山灰を、磨き粉（クレンザー）や野球場グラウンドの土、顔の美容クリーム、陶磁器の釉薬などの成分としても利用している。
火山灰が積もった火山灰地は水はけが良いため水田には向かないが、過剰な水分を嫌う作物の畑作が行われている。例として、鹿児島県の桜島を中心とした地域で耕作されている桜島大根がある。

### 桜島

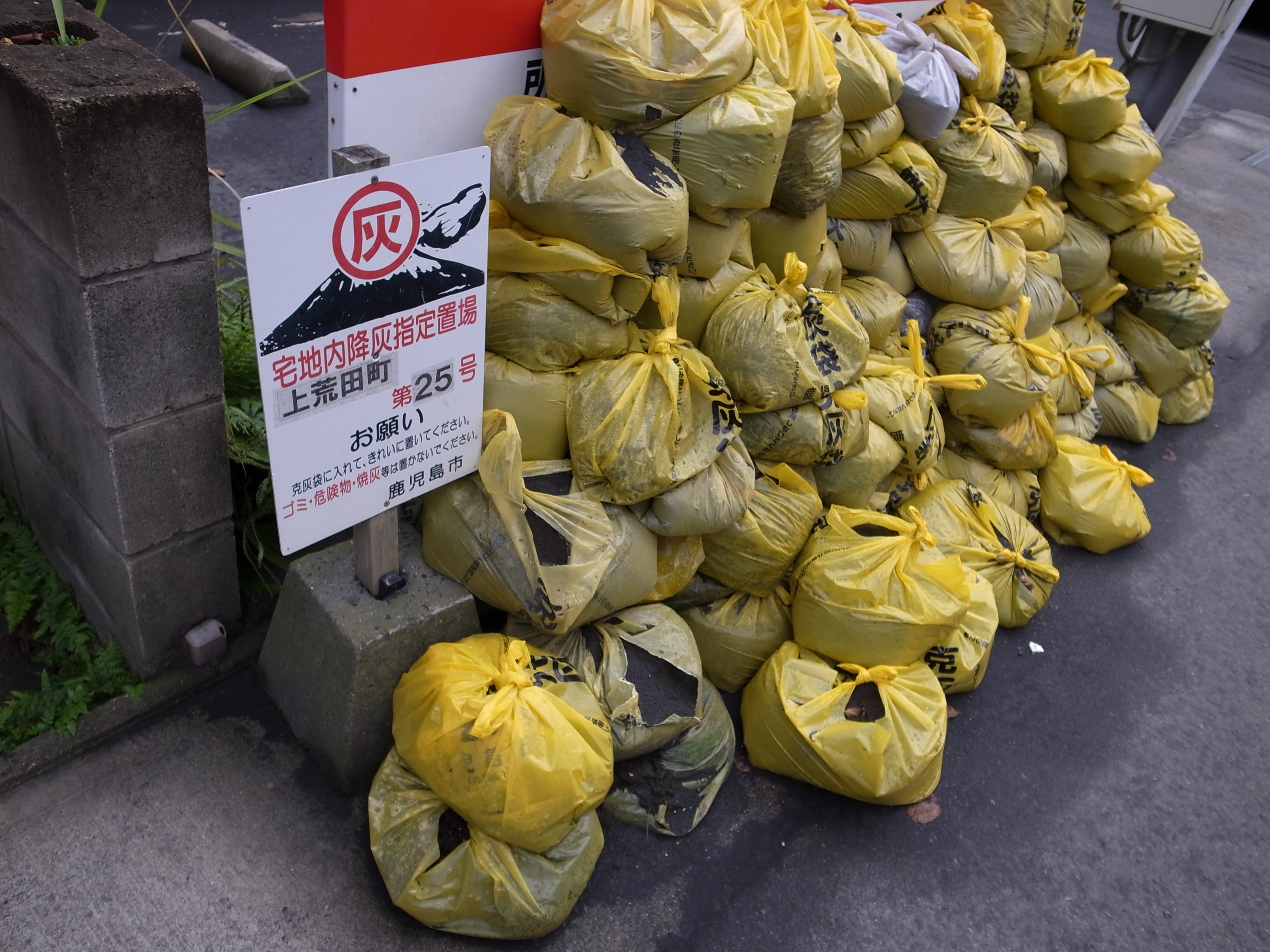
宅地内に堆積した火山灰を処分するための克灰袋が回収される「宅地内降灰指定置場」

都市へ火山灰を日常的に降らせる活火山の例として、鹿児島県の桜島がある。夏季は東よりの風に乗って鹿児島県の県庁所在地であり約60万人の人口を擁する鹿児島市に降灰する。冬季は西よりの風に乗って大隅半島での降灰が多いと言われるが、風向きは変化し易いので、周辺地域では一年中降灰が見られる。そのため、鹿児島地方気象台では、桜島上空の風のデータをもとに降灰予報も出している。
また、空気中に漂う火山灰もあるため、雨の日には灰混じりの雨が降り、色の薄い洋服を着ていると雨に当たった部分が黒ずんでしまう。このような地域性のため、鹿児島市の中心部の商店街ではアーケードが非常に発達している。更に、鹿児島市内には「宅地内降灰指定置場」が随所にあり、火山灰を処分するための「克灰袋」が配布される。降灰時は洗濯物を外に干さないのが一般的である。

### 火山灰に埋もれた都市
- ポンペイ、ヘルクラネウム
- アクロティリ（先史時代の都市）（英語版）
- アルメロ (コロンビア) - 1985年11月13日、コロンビアにあるネバドデルルイス火山の噴火
- プリマス (モントセラト) - 1997年のスーフリエール・ヒルズの噴火